# Flou
Flou (también en mayúsculas como FLOU) es una banda de Nu Metal/Metal Alternativo, formada en 2000 en la ciudad de Asunción, Paraguay con influencias de grupos como Deftones, Alice in Chains, Incubus, Foo Fighters, Metallica, Guns N' Roses, Sepultura, Faith No More y 311. En poco tiempo, logró la atención de un gran número de personas y ha conseguido un lugar destacado dentro de la escena paraguaya. Se puede decir que están entre los músicos más populares de su país.[cita requerida]

## Historia
El inicio del grupo se remonta al año 2000 como un proyecto que con el tiempo fue sufriendo muchos cambios en cuanto a estilos e integrantes se refiere. Estos cambios fueron creando en parte el carácter propio que la banda posee hoy en día con su conformación actual.

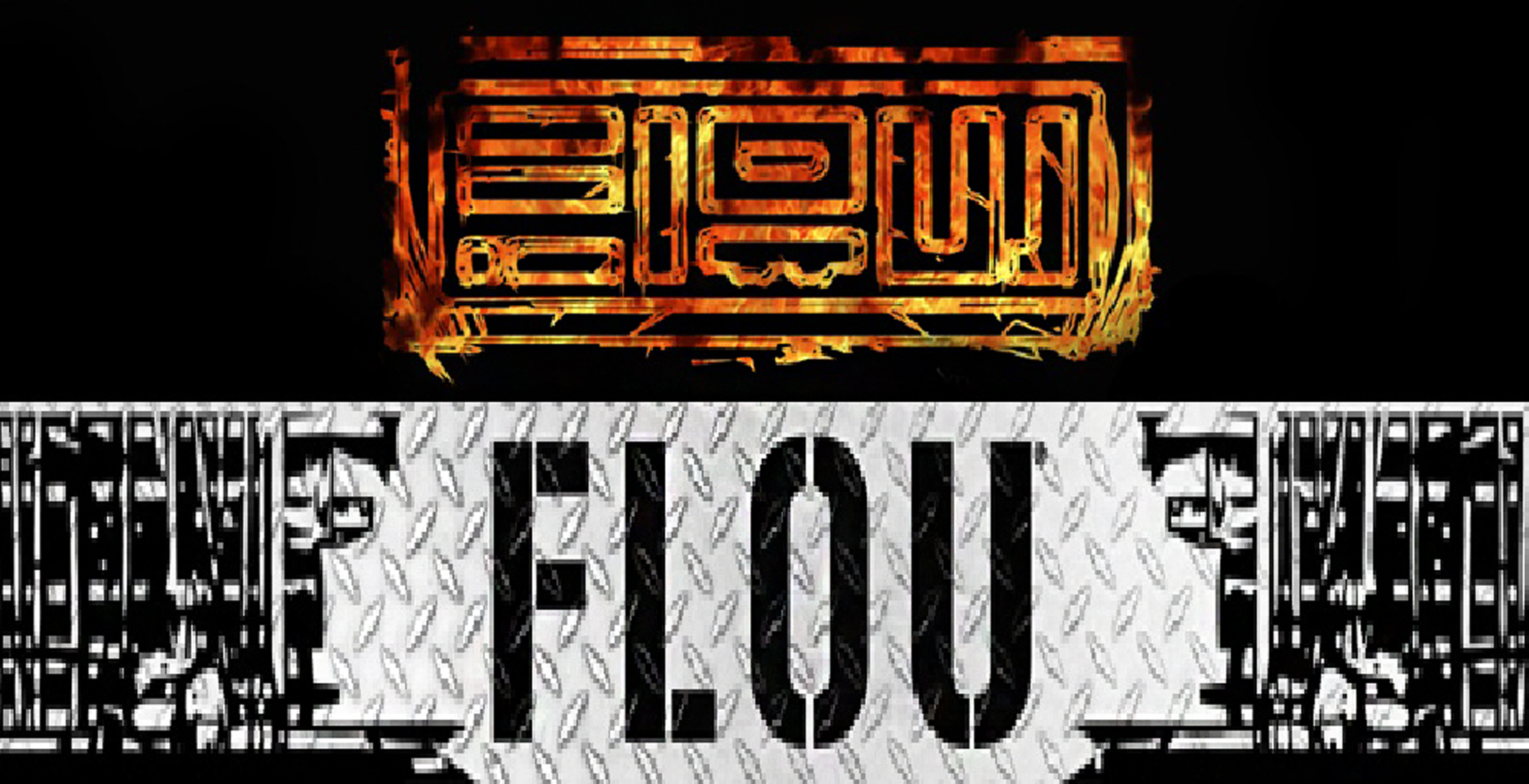
Logotipo de la banda.

### 2000-2002 (Despertar)
En el mes de marzo del 2000, Walter Cabrera, Bruno Ferreiro (ex Turkish Blend), Federico Wagener, Ariel Sandoval y Ariel Insfrán conforman la formación estable de FLOU, en septiembre de ese mismo año la banda empieza a marcar sus primeras huellas dentro de la escena local paraguaya, grabando su primer material de estudio, con el fin de difundirlo en radios y pubs. Debido a la alta respuesta del público luego de la presentación del material, la banda decide entrar nuevamente a estudio, para grabar y lanzar el demo bajo el nombre de Despertar, el cual cuenta con 5 temas de autoría propia en formato CD. El demo fue puesto a la venta a finales del mismo mes, agotándose en 3 meses. Realizaron varios shows en conocidos pubs unders de Asunción en esos años como Mr. Jones y El Bosque de Barnie, con el fin de promocionar el demo en donde se registraron llenos completos.
La banda ha sabido ganarse, con prontitud, la atención de un gran número de personas; con lo que ha conseguido un lugar destacado dentro de la escena local del Paraguay. Esto inspiró a la banda a lanzar su primer material independiente y a realizar un gran número de recitales con respetable concurrencia antes de que cumpliera 3 años. En diciembre de ese año FLOU organizó uno de sus primeros shows internacionales propios, invitando a Cabezones de Argentina en el Ferrocarril Central, donde grabaron un videoclip que posteriormente iba a convertirse en uno de los cortes de su próximo material.

### 2003 (Ataraxia)
Debido al impacto y alta respuesta del público, el sello paraguayo Kamikaze Records lo incluye en su personal de artistas y rápidamente lo mete a estudios a principios del 2003 para grabar el primer LP de la banda, Ataraxia, con bases Nu Metal y Rock Melódico, el cual incluía los mismos temas de su demo Despertar pero con mejor tratamiento en estudio. Poco antes de ingresar a estudios deja la banda Ariel Insfrán y la guitarra rítmica pasa a manos del vocalista Walter Cabrera, por lo que Flou pasa de ser de quinteto a cuarteto.
Su lanzamiento se llevó a cabo en un histórico Centro Cultural de la Ciudad de Asunción, en la llamada La Manzana de la Rivera a mediados de ese mismo año, realizando varias presentaciones en Asunción y varias ciudades del interior de Paraguay promocionando Ataraxia primeramente con Kamikaze Records y luego en forma independiente.
Este LP fue convirtiéndose rápidamente en el preferido del público joven en la que se proponían canciones potentes con cierta rabia juvenil y letras en la que el público se veía identificado de cierta forma.
Consecuencia de esto, este LP pronto empezó a lanzar hits lo que contribuyó a ir sumando adeptos cada vez más en forma masiva, lo que llevó a generar un fenómeno poco visto en la escena roquera paraguaya, los fanes de Flou popularizando aún más a la banda.
Al final del 2003 la banda fue elegido por el público como el Mejor Grupo de Rock Paraguayo en la en la Radio Rock & Pop 95.5 FM de Paraguay. El segundo single Delirio fue número 1 en el ranking en misma radio, al igual que "Ansias", el tercer corte promocional. "Aquí mismo", el primer corte, llegó al segundo puesto del ranking.

### 2004 (La Gira por Paraguay)

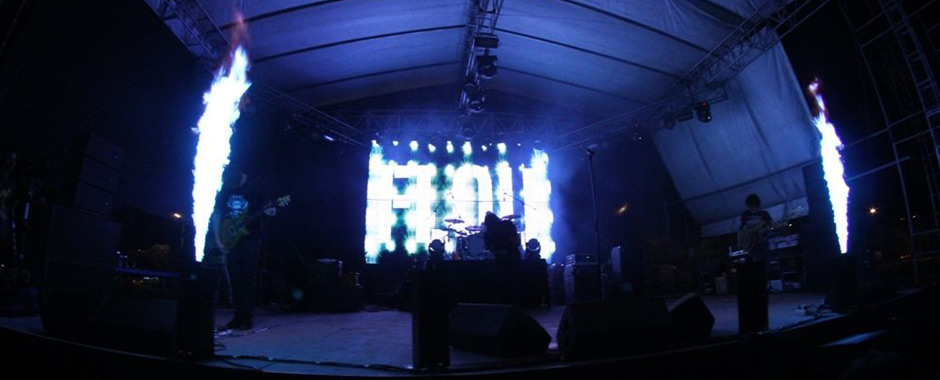
Flou durante un concierto en 2012.

En el año 2004 como parte de la promoción se organizó en conjunto con otras bandas locales la primera gira nacional independiente denominada Jahapá Tour 2004, recorriendo varias ciudades de Paraguay como Asunción, Carapeguá, Guarambaré, Ciudad del Este, Encarnación, Caaguazú. En su fecha de clausura, 3000 mil personas presenciaron el show que tuvo como invitado al grupo argentino Carajo.
Durante ese año se lanza el videoclip “El Recuerdo Aquel” editado en forma independiente y grabado en vivo durante el show de Flou con Cabezones en diciembre de 2002 y que recopila imágenes de la banda en estudios durante la grabación de Ataraxia.
Dadas las repercusiones generadas en los últimos años, FLOU fue nominado en la 5.ª. Edición los premios Luis Alberto del Paraná en la categoría Artista Revelación. En noviembre la banda fue telonera del exguitarrista de los Guns N’ Roses, Gilby Clarke, en el Rowing Club. Al mes siguiente, diciembre, formó parte del cartel principal en el cierre de la Gira Palermo Rock, organizada por Kamikaze Records, tocando frente a más de 3000 personas.
Al final del 2004, como resultado del desempeño durante el año, Flou alcanzó estar nominado en el concurso Elegido del Año 2004 en la radio Rock & Pop 95.5 FM de Paraguay, en 3 categorías: Tema del Año por Delirio, Mejor Banda (general) y AlbiRock (mejor banda nacional), obteniendo el primer lugar en cada una de ellas gracias a los votos de los oyentes.

### 2005 (La Consagración en el Pilsen Rock)
En febrero de 2005 las actividades continúan con la participación de la banda en el Festival del 9° aniversario de la FM Rock and Pop 95.5 junto a Marky Ramone y Ataque 77 frente a más de 80.000 personas.
En marzo de 2005, como cierre de un ciclo, Flou festejó su 5.º. Aniversario con un concierto exclusivo para fanes e invitados de la banda, con un show en doble función en el teatro de las Américas del Centro Cultural Paraguayo Americano, donde se interpretaron todos los temas de Ataraxia, alguno de ellos reversionados especialmente para la ocasión. En esa época el auge de la popularidad del grupo
era tal que ya estaba en línea una website diseñada y construida por los mismos fanes de la banda denominada www.floufan.tk.
En el mes de mayo a Flou le tocó la gran misión de ser la banda de apertura del Pilsen Rock Vol. 2, un megafestival internacional, patrocinado por la empresa cervecera junto a bandas como Paralamas, Ratones Paranoicos, Ataque 77 y otros, en el Hipódromo del Jockey Club Paraguayo. En esta ocasión cerca de 80.000 personas se hicieron presentes en el inicio del concierto en horas de la tarde,
siendo así la única vez en que se registró esa cantidad en el inicio de todas las ediciones del Pilsen Rock demostrando que FLOU era la banda paraguaya con mayor convocatoria.
Luego de este show la banda prosigue con las presentaciones en forma ininterrumpida, visitando varias ciudades del interior de Paraguay, en octubre de este mismo año Flou nuevamente es incluida en la lista de participantes del Pilsen Rock Vol. 3, logrando la hazaña de presentarse en el horario estelar frente a la cantidad de 85.000 personas quienes saltaron al ritmo de los acordes de la banda, el setlist incluía canciones de Ataraxia y un adelanto del nuevo álbum, un corte promocional titulado "A tu lado", canción que posteriormente se volvería la más conocida de la banda.
Flou despidió el 2005 con el cierre del Ataraxia Tour en diciembre de ese año en un show dedicado a sus fanes interpretando todo el set list de ATARAXIA más varios temas nuevos convocando más de 1.200 personas en Torre X Torre, show que sirvió para despedirse de sus fanes antes de abocarse plenamente a su próximo material discográfico.

### 2006 (Tácito)
Flou dedicó los primeros meses de ese año a la preproducción de su próximo disco, emprendimiento encarado en forma independiente, que lo grabó en los estudios Circo Beat de Fito Páez en la ciudad de Buenos Aires durante el mes de abril.
A la vuelta de Buenos Aires, Ariel Sandoval (batería) decide dejar la banda y se incorpora a Guillermo Gayo (ex Aura) como miembro permanente.
Los arreglos de Tácito se realizaron en los estudios de Spirit Sound entre mayo y julio en Asunción para posteriormente volver a Buenos Aires para la masterización en Puro Mastering de Eduardo Bergallo en el mes de agosto.
Un 4 de septiembre, Flou volvía a ser noticia tras 9 meses de encierro, anunciando su vuelta a escenarios presentándose en el Pilsen Rock Vol. 4 en la categoría de invitado sorpresa principal del festival, además de presentar el primer corte de Tácito, A Tu Lado, en la Rock & Pop 95.5 tema que rápidamente se posicionó en el ranking alcanzado los primeros lugares en pocas semanas.
El lanzamiento de Tácito, material que se caracteriza por ofrecer un estilo Rock Alternativo por la fusión de varios estilos en sus temas, se realizó el sábado 16 de diciembre en el Ferrocarril de Asunción con una convocatoria de 1.200 personas que disfrutaron de un extenso show bien elaborado, en donde pudieron disfrutar de todos los temas de Tácito, más los hits de Ataraxia varios de ellos en versión acústica.
A finales de ese año el primer corte de Tácito, A Tu Lado, alcanza el primer puesto del Ranking Rock & Pop 95.5, además logra importantes galardones en reconocidas FMs. Categorías como; Tema del Año 2006 con A Tu Lado, Mejor Álbum del Año y Mejor Banda de Rock Nacional en la Rock & Pop 95.5, además Mejor Tema de Rock Nacional y Mejor Banda Nacional en los Venus Awards 2006 en Venus FM 105.1

### 2007 (Tácito Tour)
En enero de 2007 se lanza el tema Dejarse Llevar como 2.º. Corte del disco.
En febrero la empresa de telefonía celular, Personal, firma contrato con Flou como imagen y artista exclusivo de la compañía grabando comerciales de TV y gráfica para la campaña publicitaria BACKTONES de Personal para teléfonos móviles dándoles la posibilidad a sus clientes a bajar temas de Flou lo cual amplificó la difusión de la banda.
El Tácito Tour en su formato independiente recorre ciudades como Villa Elisa, San Lorenzo, Luque, Villeta, Mariano Roque Alonso y participa en festivales como Amnistía Rock 2 y VIVO! (festival homenaje Luis “Laucha” Arce de Deliverans).
En julio se lanza oficialmente en un concierto el videoclip de Dejarse Llevar y en la semana posterior al show se presenta oficialmente en la TV Paraguaya en el programa Tardísimo de Canal 13. El mismo día del show el diario Récord de México publica en su edición impresa del 24 de junio un destacado titulado A Ritmo de América referente al especial de la Copa América 2007 y donde Flou sale como representante de Paraguay junto a bandas como Los Piojos, Café Tacuba, Black Eyed Peas entre otros.
En julio se lleva el Tácito Tour al exterior presentándose en la ciudad de Santa Fe, Argentina, invitados por la banda local La Cruda con quien comparte escenario en la Base Space junto a otras bandas bonaerenses. Flou se presentó ante más de 900 personas quienes se llevaron una muy buena impresión de la banda vendiendo varios discos ese día.
Regresan a Asunción para despedirse de su público antes de partir rumbo a Bolivia donde realizaron 4 presentaciones.
En La Paz actuaron en 3 oportunidades en el Centro Cultural Taypy, Hard Rock Café
de La Paz y en la batalla de las bandas con buena aceptación del público local quienes quedaron impresionados por el nivel de la banda, lo que generó nuevos adeptos. Además realizaron varias notas y un par de actuaciones en 5 canales locales.
En Santa Cruz la promoción de la banda venía de semanas antes, en donde el
portal www.santacruzrock.org publicó 2 notas realizadas a la banda y levantó mp3 y videos donde el tema A Tu Lado se ubicaba en el 8.º puesto del top 10 con 3.569 descargas a 2 semanas de haberse puesto en línea lo que llevó a la edición de Tácito Tour en Bolivia en 300 copias promocionales por parte del sello Rock INC para su distribución en Bolivia, Chile y Perú.
Flou actuó en 4 programas de 5 canales diferentes visitados, posicionó los videoclips A Tu Lado y Dejarse Llevar en el ranking boliviano. El show realizado en el Pub OZ convocó a 600 personas.
Al día siguiente de su única presentación en Santa Cruz, Flou volvía a Asunción para compartir escenarios con Panda (México), Área 69 y S.K.A. en el Festival Personal Manía frente a 5.000 personas.
Ni bien regresados de su gira por Bolivia a la semana, Flou afrontaba uno de los shows más importantes del año ya que serían teloneros de La Renga, la banda de rock old school de Argentina que visitaba Paraguay. Frente a un público prácticamente distinto Flou realizó uno de los shows más potentes y prolijos del año dejando en claro el buen momento por el que atravesaba frente a 4.500 personas según la crítica del diario local La Nación, moviendo a la masa presente.
El Tácito Tour continuó en sendos festivales de primavera por Asunción, Fernando de la Mora y Caacupé.
En diciembre Flou despide el año con un festival propio, el Fou Rock Fest 1, con bandas locales invitadas como Eterna, Salamandra, Garage 21 y Warning, como una iniciativa que pretende crecer con el tiempo e inclusive invitar a bandas internacionales.
Finalizando el año, Flou es elegida nuevamente como mejor banda de rock nacional en la FM Rock And Pop 95.5.

### 2008 (Much Music y Festivales)
En febrero, Flou se presenta en el estadio del Club Olimpia en un festival organizado por la firma Personal que traía a bandas como Paralamas y Los Pericos, pero un inmenso diluvio impidió que ambas bandas pudieran completar el show no afectando así la actuación de Flou que nuevamente recibía buenas críticas de la prensa local por el show ofrecido.
En ese mismo mes el video clip de Dejarse Llevar ingresa en la programación de Much Music y semanas posteriores gracias al voto de la gente vía e-mail el video ingresa en rotación permanente en diferentes horarios.
Posteriormente el Tácito Tour continúa en San Bernardino y Asunción. A Tu Lado se despidió del ranking Rock & Pop 95.5 el 29 de marzo habiendo permanecido 81
semanas en rotación equivalente a 1 año, 6 meses y 20 días, convirtiéndose así en el tema de un grupo tanto nacional e internacional en permanecer por más tiempo dentro de un ranking local.
En mayo, Flou aboca uno de los emprendimientos más importantes del año en la escena de rock local. En una producción y planificación propia invitan a Carajo de Argentina a compartir escenarios nuevamente luego de que lo hubieran hecho por primera vez en el cierre de la Gira Jahapá Tour en el 2004.

### 2009 Teatro Municipal y3.er. álbum
En medio de la preproducción de su tercer disco, Flou arranca el 2009 con un show muy especial en el Teatro Municipal Ignacio A. Pane, sitio donde arrancó Tácito con la producción fotográfica realizada con el renombrado fotógrafo Martín Crespo y que luego serviría de inspiración para el talentoso y afamado ilustrador paraguayo Samuel Araya (reconocido por sus obras internacionales entre ella la portada original del disco Thornography (2006) para Cradle of Filth) que luego se plasmó en el arte del disco Tácito. Con este show tan especial, en el cual se realizó en formato doble función interpretando nuevos, viejos y clásicos temas.

## 2010 Tanto y nada
Flou cerró oficialmente el ciclo de Tácito abocándose de lleno a su principal objetivo en el 2009, grabación y lanzamiento de su tercer material discográfico previsto para el segundo semestre del mencionado año, sin dejar de lado las presentaciones en vivo. Pero el álbum fue lanzado recién el 22 de abril del 2010. Una de las canciones más populares de este álbum es "Si pudieras esperar", que también cuenta con un videoclip que fue lanzado en julio de 2012 producido y dirigido por Negib Giha.
El 16 de marzo de 2012, Flou lanza un nuevo trabajo llamado Instantáneas; se trata de un DVD en el que la banda, junto con invitados especiales, interpreta nuevas versiones de sus propias canciones dentro de lo que parece ser una sala de ensayo montada. Este DVD contiene 15 nuevas versiones en las que participan Chelo Martínez de Antenna, Afi Ferreiro de Paiko, Diego Serafini de Gaia, Javier Zacher y Willy Chávez de Salamandra, Steven Wu, entre otros; más un cover de la canción de Soda Stereo, "Ella usó mi cabeza como un revólver".

## 2015 Universo inverso
Se anunció el nuevo material discográfico en Rock&Pop 95.5 FM Paraguay, aunque ya se hablaba de este material a fines del 2014, el 8 de abril de 2015 tanto en radios como el video clip para los medios televisivos fue emitido el sencillo "En Mil Pedazos" dando a entender una sólida confirmación del material, después de haber hecho un Cover de SODASTEREO "Ella Uso Mi Cabeza Como Un Revólver" del DVD INSTANTANEAS de 2012 Evento Especial, el material que fue lanzado en evento local solo a la venta en el concierto y puntos de venta de RED UTS. Dando a la fecha se está presentado el material en giras por el País en diferentes departamentos y eventos especiales, UNIVERSO INVERSO es uno de los materiales que promete dar muchas novedades.

## Miembros
- Walter Cabrera - voz y guitarra rítmica (2000 - actualidad)
- Bruno Ferreiro - Guitarra líder (2000 - actualidad)
- Federico Wagener - Bajo (2000 - actualidad)
- Guillermo Gayo - Batería (2006 - actualidad)

### Miembros anteriores
- Ariel Insfrán - Guitarra rítmica (2000-2002)
- Ariel Sandoval - Batería (2000-2006)

## Discografía

### Despertar
(2001 Demo, Independiente)
1. El Recuerdo Aquel
2. Lado Oscuro
3. Despertar
4. Confusión
5. Demente

### Ataraxia
(2003 LP, Kamikaze Records)
1. Dejar Morir Al Tiempo
2. Lado Oscuro
3. El Recuerdo Aquel
4. Aquí Mismo
5. Despertar
6. Delirio
7. Ansias
8. A Través de Tus Ojos
9. Demente
10. Amarrarme a Tu Ser
11. Confusión
12. Sin Salida

### Tácito
(2006 LP, Independiente)
1. Desapareciendo
2. Dejarse Llevar
3. Cada Vez
4. A Tu Lado
5. Nada Que Esperar
6. Sin Tu Voz
7. Libre
8. Polaroid
9. Mi Herida
10. Vórtice
11. Al Amanecer
12. Luz

### Tanto y Nada
(2010 LP, Independiente)
1. Si Pudieras Esperar
2. Mea Culpa
3. Tanto y Nada
4. Todo Vuelve a Comenzar
5. Ecos
6. Mil Años Más
7. Solamente Así
8. Solo una vez Más
9. Sin Desesperar
10. Un Segundo Más
11. Tan Distante
12. Tu Fragilidad
13. Cambiar de Piel

### Universo Inverso
(2015 LP, Independiente)
1. Otra Escena
2. Dejar Atrás
3. En Mil Pedazos
4. En EL Silencio
5. Sueño En Complicidad
6. Contra El Viento
7. Luna Gris
8. Restos
9. Laberinto
10. Tu Verdad
11. Imborrable

### Participación en recopilatorios
Looking For: Una mirada del Rock Paraguayo a U2 (2002) Kamikaze Records
- Sunday Bloody Sunday - FUL, FLOU

El Nuevo Vuelo del Rock (2003) Kamikaze Records
- Sin Salida
- Zero

## Videografía
El Recuerdo Aquel (2004) Juanchi Franco / Luis Aguirre (h)

A Tu Lado (2006) Jorge Giménez
O7yHhEscQc
Dejarse Llevar (2007) Luis Aveiro / Victoria Irrazábal (Synchro Image / El Tendedero)